# Gandawa-Wevelgem 2006
64. edycja Gandawa-Wevelgem odbyła się 5 kwietnia 2006. W wyścigu udział wzięło 193 kolarzy z 25 drużyn. Do mety dojechało 121 zawodników, pierwszy był Thor Hushovd z Norwegii. Trasa liczyła 210 km.
Na 2 kilometry do mety zaatakował Włoch, Filippo Pozzato, jednak został "wchłonięty" przez rozpędzony peleton tuż przed metą. Na końcowym sprincie na czoło wysunął się inny zawodnik z Włoch – Alessandro Petacchi, jednak na ostatnich metrach wyprzedzili go Hushovd i Kopp.

## Wyniki wyścigu
|    | Zawodnik            | Kraj              | Drużyna                            | Czas      |
| -- | ------------------- | ----------------- | ---------------------------------- | --------- |
| 1  | Thor Hushovd        | Norwegia          | Crédit Agricole                    | 4h 53'15" |
| 2  | David Kopp          | Niemcy            | Team Gerolsteiner                  | +0"       |
| 3  | Alessandro Petacchi | Włochy            | Team Milram                        | +0"       |
| 4  | Filippo Pozzato     | Włochy            | Quick Step - Innergetic            | +0"       |
| 5  | George Hincapie     | Stany Zjednoczone | Discovery Channel Pro Cycling Team | +0"       |
| 6  | Fabian Cancellara   | Szwajcaria        | Team CSC                           | +0"       |
| 7  | Bernhard Eisel      | Austria           | La Française des Jeux              | +0"       |
| 8  | Erki Pütsep         | Estonia           | AG2R Prévoyance                    | +0"       |
| 9  | Allan Davis         | Australia         | Liberty Seguros-Würth              | +0"       |
| 10 | Kurt-Asle Arvesen   | Norwegia          | Team CSC                           | +0"       |